# سیارک ۵۲۰۶
سیارک ۵۲۰۶ (به انگلیسی: 5206 Kodomonomori، نامگذاری:1988ED) پنج هزار و دویست و ششمین سیارک کشف شده‌است که در ۷ مارس ۱۹۸۸ کشف شد.
قدر مطلق سیارک برابر ۱۳٫۰۰ است.